# Neubauer Forst-Nord
Neubauer Forst-Nord är ett kommunfritt område i Landkreis Bayreuth i Regierungsbezirk Oberfranken i förbundslandet Bayern i Tyskland.